# 77 (ban nhạc)
77 là một ban nhạc hard rock Tây Ban Nha thành lập vào năm 2006 tại thành phố Barcelona, Catalan, gồm anh em Armand Valeta (21 tháng 4 năm 1981) và LG Valeta (25 tháng 11 năm 1985). Đội hình đầu tiên cũng bao gồm Dolphin Riot (10 tháng 12 năm 1984) chơi trống và Raw (12 tháng 6 năm 1987) chơi bass. Cuối năm 2007, ban nhạc đã thu âm một EP. Sau một số hợp đồng biểu diễn vòng quanh Tây Ban Nha, họ đến phòng thu "The Room" vào tháng 12 năm 2008 để thu âm album đầu tiên và do họ tự sản xuất mang tên "21st century rock", chỉ được xuất bản ở Tây Ban Nha vào ngày 6 tháng 3 năm 2009 thông qua Weight Recordings. Album được xếp hạng là một trong những album đầu tay hay nhất của năm trên nhiều tạp chí và nhìn chung nhận được đánh giá rất tốt. Ban nhạc đã dành phần còn lại của năm để biểu diễn trong cả nước.
Vào tháng 2 năm 2010, ban nhạc đã ký hợp đồng Listenable Records và album đầu tay của họ đã được phát hành tại châu Âu vào ngày 10 tháng 5 năm 2010 và tại Nhật Bản vào tháng 6 năm đó. Nhờ đó, họ bắt đầu thực hiện một số chuyến lưu diễn vòng quanh châu Âu. Vào tháng 9, trong chuyến lưu diễn đến Thụy Điển, họ gặp Nicke Andersson (Entombed, Hellacopters, Imperial State Electric) trong buổi biểu diễn của họ ở Stockholm. Anh ấy rất ấn tượng với năng lượng và sức mạnh của ban nhạc và nói với họ rằng anh muốn sản xuất album tiếp theo của họ. Tổng số buổi biểu diễn "21st century rock" là 134 trong suốt 30 tháng.
Album thứ 2 của họ "High Decibels" được thu âm chỉ trong 8 ngày vào tháng 4 năm 2011, tại Gutterview Recorder ở Stockholm do Nicke Andersson làm nhà sản xuất và hòa âm. Album được phát hành vào ngày 7 tháng 11 năm 2011, và được các nhà phê bình và đánh giá tốt trên\ làm nhà sản xuất và hòa âm. Album được phát hành vào ngày 7 tháng 11 năm 2011, và được các nhà phê bình và đánh giá tốt trên các phương tiện truyền thông chuyên ngành. Chuyến lưu diễn mang tên "Sweat, Blood and Decibels" gồm 136 hợp đồng biểu diễn trong suốt gần 2 năm ở Châu Âu, biểu diễn trong các lễ hội lớn như Rock Hard, Paaspop, Speedfest, Headbangers Open Air.
Từ ngày 17 đến ngày 27 tháng 3 năm 2013, họ quay trở lại Gutterview Recorder một lần nữa để thu âm album phòng thu thứ 3 "Maximum Rock'n'Roll". Lần này đĩa hát do Nicke Andersson và Fred Estby (Dismember) đồng sản xuất. Ngày phát hành album là 15 tháng 11 năm 2013, và tour diễn "Maximum Rock'n'Roll on the road" gồm 73 buổi diễn từ tháng 11 năm 2013 đến tháng 12 năm 2014.
Vào tháng 9 năm 2014, Dolphin và Raw rời ban nhạc vì những khác biệt và lý do cá nhân khác, và họ lần lượt được thay thế bởi Andy Cobo (28 tháng 8 năm 1995) và Guillem Martínez (23 tháng 5 năm 1993). Sau nhiều tháng đàm phán, trong khi họ đang làm việc cho một album mới, họ đã ký hợp đồng bốn album với Century Media vào tháng 3 năm 2015.
Vào tháng 5 năm 2015, họ thu âm album phòng thu thứ 4, "Nothing's Gonna Stop Us" với Jaime Gómez Arellano phụ trách sản xuất, hòa âm và đạo diễn. Lần này, họ đến Music Lan Studios (Figueres, Tây Ban Nha) và Orgone Studios (London, Anh), dành cả tháng 5 để hoàn thành album.
Album được phát hành vào ngày 30 tháng 10 năm 2015 với tất cả sự hoan nghênh của giới phê bình và họ bắt đầu lưu diễn ngay lập tức, lần đầu tiên ủng hộ Temple of Rock của Michael Schenker và ngay sau khi hỗ trợ Danko Jones trong chuyến lưu diễn "Fire Music" của anh vòng quanh châu Âu.
Ban nhạc hiện đang biểu diễn "Nothing's Gonna Stop Us" trên khắp quốc mẫu của họ, Tây Ban Nha và sẽ biểu diễn trong lễ hội danh giá "Rock Fest" ở thành phố Barcelona.

## Danh sách đĩa nhạc
Album
- "21st Century Rock", 2009 (Listenable Records)
- "High Decibels", 2011 (Listenable Records)
- "Maximum Rock'n'Roll", 2013 (Listenable Records)
- "Nothing's Gonna Stop Us", 2015 (Century Media)
- "Bright Gloom", 2018 (Century Media) - Top 100 Spanish Album Charts peak: No. 63[2]

Đĩa đơn
- "High Decibels" b/w "Things You Can't Talk About", 2011
- "Down & Dirty" b/w "Turn It Off", 2013 (Fair Warning)

Đĩa rời
- "Dead Lord / '77" - Burnin' For You / I'm Cryin', 2015 (Century Media)

## Video
- "Last Chance", 2018
- "Nothing's Gonna Stop Us", 2015
- "It's Alright", 2015
- "Stay Away from Water", 2014
- "Down and Dirty", 2013
- "Gimme a Dollar", 2012
- "High Decibels", 2012
- "Your Game's Over", 2009
- "Big Smoker Pig", 2009

## Thành viên
Thành viên hiện tại
- Armand Valeta - hát chính và rhythm guitar (2006 – nay)
- LG Valeta - guitar chính (2006 – nay)
- Dani Martín - bass guitar (2017 – nay)

Cựu thành viên
- Andy Cobo -  trống (2014 – 2020)
- Guillem Martinez - bass guitar (2014 - 2017)
- Raw - bass guitar (2006 - 2014)
- Dolphin Riot -  trống (2006 - 2014)